# Hôtel du maître de poste (Fegersheim)
L'hôtel du maître de poste est un monument historique situé à Fegersheim, dans le département français du Bas-Rhin.

## Localisation
Ce bâtiment est situé au 46, route de Lyon à Fegersheim.

## Historique
L'édifice a fait l'objet d'une inscription sur l'inventaire supplémentaire des monuments historiques par arrêté du 13 décembre 2000,,

## Architecture

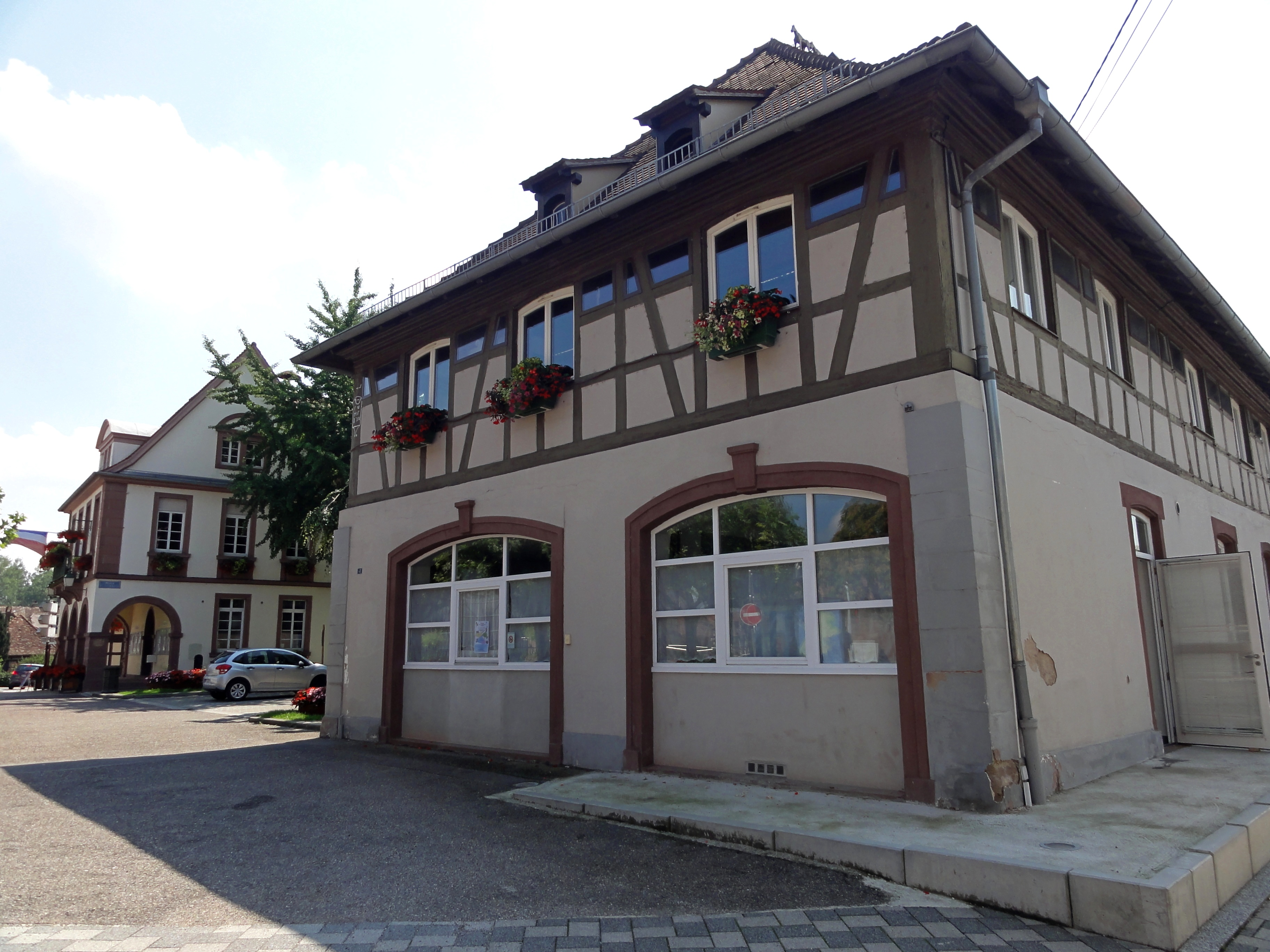
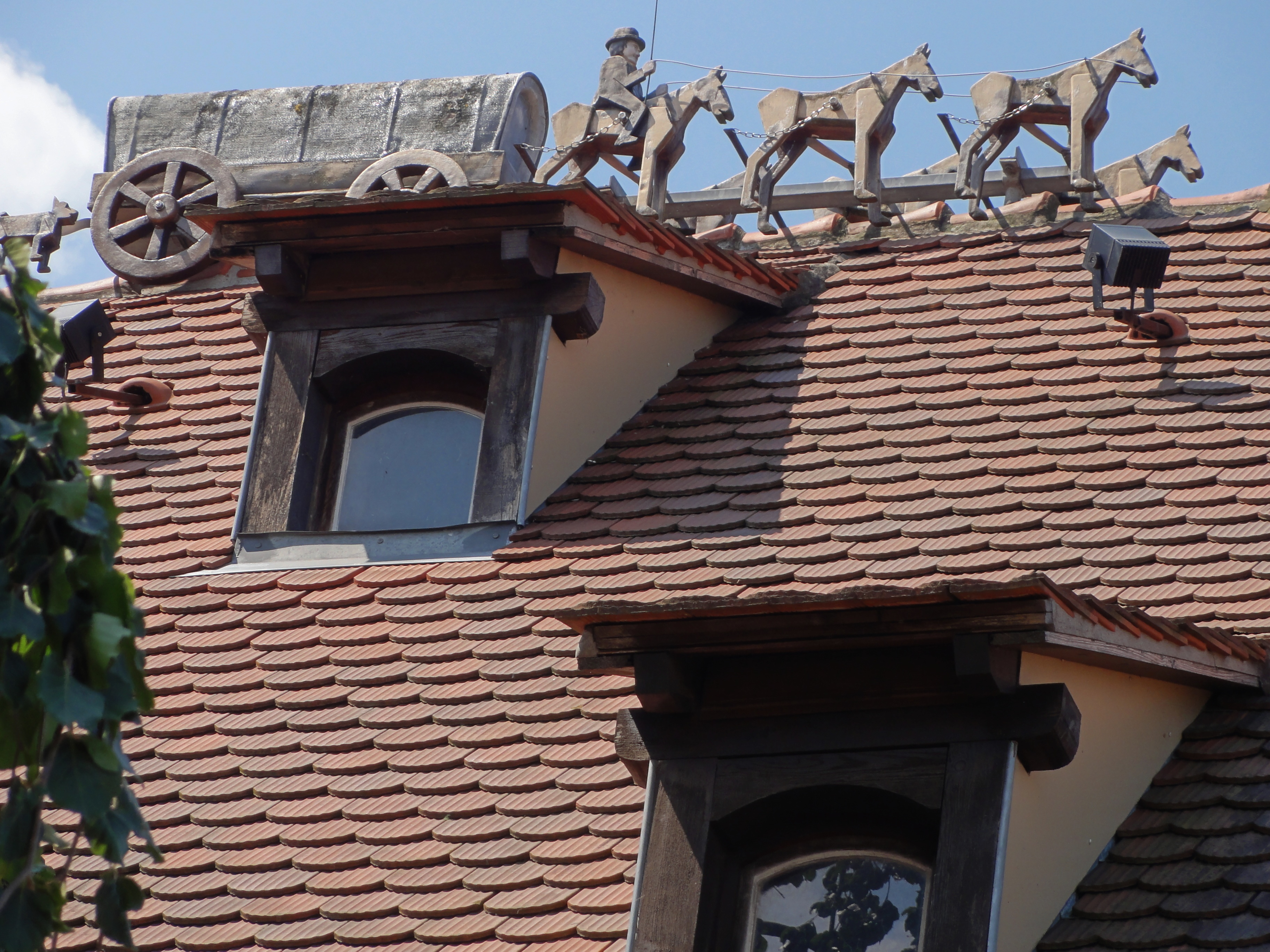